# Montorio (Burgos)
Montorio ist ein Ort und eine Gemeinde (municipio) mit 149 Einwohnern (Stand: 2024) in der Provinz Burgos in der nordspanischen Autonomen Region Kastilien-León. Die Gemeinde gehört zur Comarca Odra-Pisuerga. 

## Lage
Montorio liegt in der kastilischen Hochebene (meseta) in einer Höhe von etwa 944 m am Río Urbel und etwa 27 Kilometer in nordnordwestlicher Entfernung von der Stadt Burgos. 

## Bevölkerungsentwicklung
| Jahr      | 1970 | 1981 | 1991 | 2001 | 2011 | 2021 |
| Einwohner | 281  | 210  | 172  | 163  | 188  | 152  |

## Wirtschaft
Die Region ist seit Jahrhunderten wesentlich von der Landwirtschaft geprägt; die Bewohner früherer Zeiten lebten hauptsächlich als Selbstversorger, aber auch Handwerk und Kleinhandel spielten eine Rolle. Ein Schwerpunkt lag auf der Anzucht von Bäumen aller Art, die letztlich in ganz Zentralspanien angepflanzt wurden.

## Sehenswürdigkeiten
- Kirche Johannes der Täufer (Iglesia de San Juan Bautista)
- Einsiedelei Las Mercedes

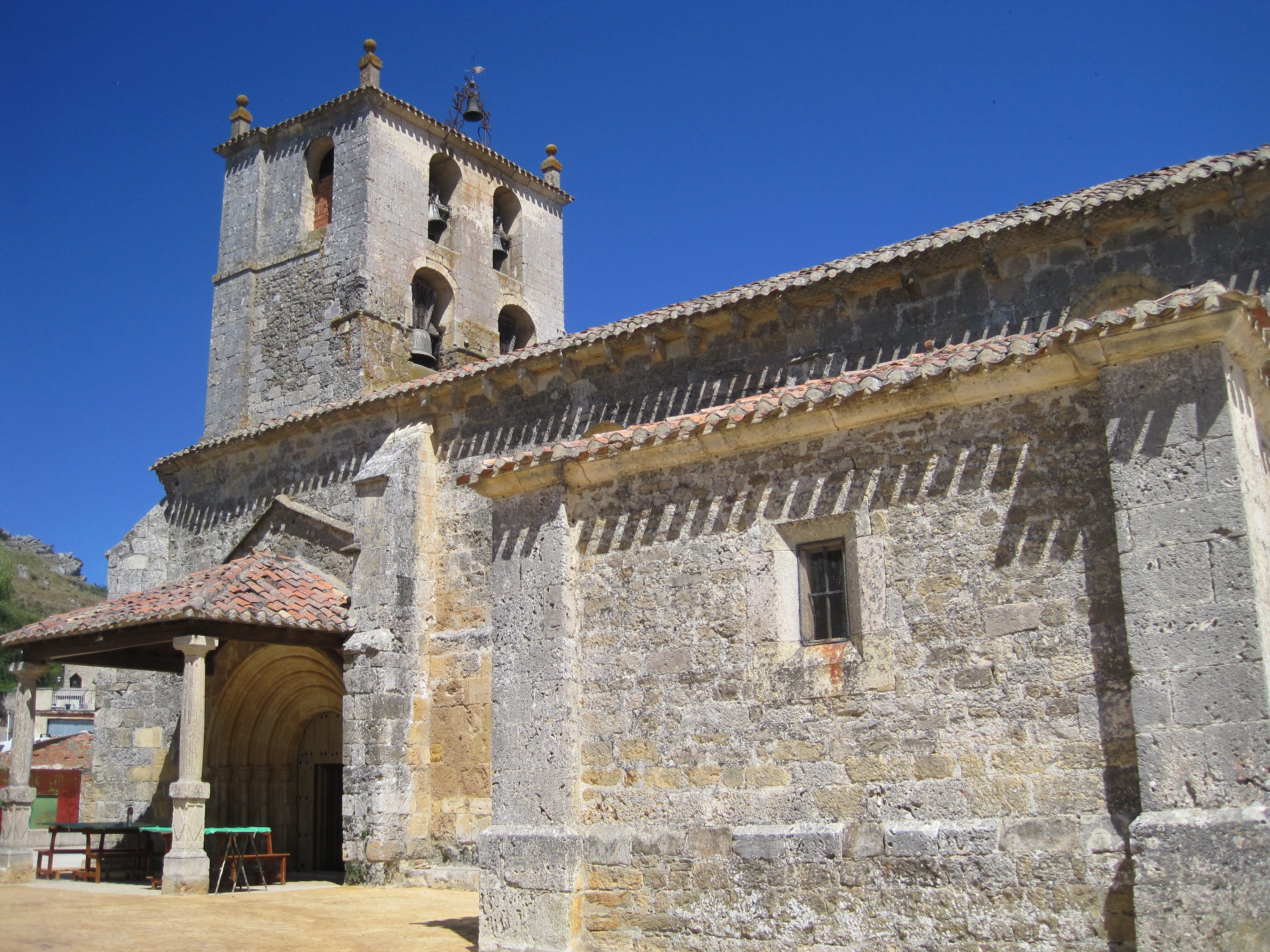
Kirche Johannes der Täufer

## Persönlichkeiten
- Rosendo Mercado Ruiz (* 1954), spanischer Rockmusiker